# Ebhausen
Ebhausen es un municipio situado en el distrito de Calw, en el estado federado de Baden-Wurtemberg (Alemania), con una población en 2020 de  4797 habitantes.
Se encuentra ubicado en el centro del estado, en la región de Karlsruhe, en la parte septentrional de las montañas de la Selva Negra.